# I Love the 80s
I Love the '80s (Eu amo os anos 1980) é um programa de televisão de nostalgia da década de 1980 que foi produzido pela VH1, baseado na série da BBC de mesmo nome. O primeiro episódio de "I Love the '80s", estreou no dia 16 de dezembro de 2002.

## Segmentos recorrentes
- Lionel Richie apresentou o "Makeout Songs" ("Fazendo as canções") de cada ano.
- Bret Michaels apresentou "Babes" ("Gracinhas") de cada ano.
- Traci Lords apresentou "Hunks" ("Bonitões")de cada ano.
- "Weird Al" Yankovic compara as marcas de cada e o dia presente no segmento "Then and Now" ("Então e agora").
- Andrew Dice Clay apresentou o "Mr. & Ms." ("Senhor e Senhora") de cada ano.
- Soleil Moon Frye apresentou as pessoas, bandas, e produtos que "Born In" ("Nasceram em") cada ano.
- Um serviço de anúncio ao público de cada ano que foi apresentado.

## 1980
- The Love Boat (começou em 1977, durou até 1986)
- Caddyshack
- The Vapors, "Turning Japanese"
- Moda punk e preppy
- Moranguinho
- Lagoa azul
- Jeans Gloria Vanderbilt
- Air Supply
- Pat Benatar e Blondie
- Who shot J.R.?
- 9 to 5
- Urban Cowboy
- Queen; "Another One Bites the Dust"
- Kenny Rogers
- Xanadu
- Airplane!
- Sugarhill Gang, "Rapper's Delight"
- The Pretenders, "Brass in Pocket"
- Mattel Football
- The Miracle on Ice
- That's Incredible!
- Star Wars Episode V: The Empire Strikes Back

## 1981
- MTV
- Porky's (lançamento canadense)
- Atentando de assassinato a Reagan
- Atentado de assassinato ao papa João Paulo II
- O casamento Real
- Luke and Laura (personagens de General Hospital)
- Rick Springfield
- Arthur
- Greatest American Hero
- DMC DeLorean
- Cubo de Rubik
- Kool & the Gang, "Celebration"
- Fridays
- Stripes
- Bosom Buddies
- John McEnroe
- Hall & Oates, "Private Eyes"
- Members Only
- Atari
- The Jeffersons, (começou em 1975, durou até 1985)
- Raiders of the Lost Ark

## 1982
- Mullets
- VJs
- Toni Basil, "Mickey"
- Fast Times at Ridgemont High
- The J. Geils Band, Centerfold"
- Square Pegs
- Rocky III
- Ozzy Osbourne
- Joan Jett, "I Love Rock 'N Roll"
- The Dukes of Hazzard (estreou em 1979)
- The Go-Go's
- Olivia Newton-John, "Physical"
- A Flock of Seagulls, "I Ran (So Far Away)"
- Trivial Pursuit
- Keytar
- Joanie Loves Chachi
- Pac-Man e Ms. Pac-Man
- Tommy Tutone's "867-5309/Jenny"
- Dungeons & Dragons
- Poltergeist
- Grandmaster Flash & the Furious Five "The Message"
- Silver Spoons
- E.T. the Extra-Terrestrial

## 1983
- National Lampoon's Vacation
- Wheel of Fortune (diurno estreado em 1975, Wheel of Fortune 1983)
- Family Ties
- Diff'rent Strokes (estreado em 1978)
- Cabbage Patch Kids
- Michael Jackson Thriller
- Flashdance
- Duran Duran
- Valley Girl
- Pat Benatar, "Love Is a Battlefield"
- Scarface
- The A-Team
- Def Leppard, Pyromania
- Eddie Murphy Delirious
- Dexys Midnight Runners, "Come on Eileen"
- Jerry Falwell vs. Larry Flynt
- Knight Rider
- WarGames
- Wacky wall walker
- Styx, "Mr. Roboto"
- He-Man and the Masters of the Universe
- Star Wars Episode VI: Return of the Jedi

## 1984
- Breakdancing
- Footloose
- Madonna
- Corey Hart, "Sunglasses at Night"
- "Where's the beef?"
- Bruce Springsteen, Born in the U.S.A.
- Mary Lou Retton
- Webster (estreado em 1983) e Punky Brewster
- Huey Lewis and the News
- Miami Vice
- The Terminator
- Transformers e Ursinhos Carinhosos
- Wham!
- Purple Rain
- Sixteen Candles
- Cyndi Lauper
- Desastre comercial de Michael Jackson para a Pepsi
- Lionel Richie, "Hello"
- This Is Spinal Tap

## 1985
- WrestleMania
- MacGyver
- Back to the Future
- Mötley Crüe, "Home Sweet Home"
- The Goonies
- Pee-wee's Big Adventure
- Small Wonder
- Bryan Adams', "Summer of '69"
- Big hair
- Fletch
- "The Super Bowl Shuffle"
- Bartles & Jaymes
- Cocoon
- Til Tuesday, "Voices Carry"
- Live Aid
- The Facts of Life (estreado em 1979)
- Eddie Murphy, "Party All the Time"
- Brat Pack
- Day-Glo
- Pound Puppies
- "We Are the World"
- "Rock in Rio#1"

## 1986
- Ferris Bueller's Day Off
- Hands Across America
- Teddy Ruxpin
- ALF
- Pretty in Pink
- Madonna, "Papa Don't Preach"
- Swatch
- 1986 World Series
- The Cosby Show (estreado em 1984)
- Baby On Board
- Crocodile Dundee
- Celebrity marriage
- Whitney Houston
- Comic Relief
- Janet Jackson
- Stand by Me
- Run DMC, "Walk This Way"
- Top Gun

## 1987
- Dirty Dancing
- Tiffany Darwish e Debbie Gibson
- Hair crimping
- Lisa Lisa & Cult Jam
- Fatal Attraction
- Glam metal
- FOX
- R.E.M., "It's the End of the World as We Know It (And I Feel Fine)"
- Oliver North, Fawn Hall, Gary Hart, Donna Rice, Jim, Tammy Faye Bakker e Jessica Hahn
- Wall Street
- Beastie Boys, "Fight for Your Right"
- Converse
- Cheers (estreado em 1982)
- Salt-N-Pepa, "Push It"
- Hollywood Shuffle
- Robert Palmer, "Addicted to Love"
- The two Coreys
- U2, The Joshua Tree

## 1988
- Mike Tyson
- Child's Play
- Roseanne
- Rick Astley, "Never Gonna Give You Up"
- Guns N' Roses
- The Wonder Years
- The Cure, INXS, Morrissey, Erasure, e Depeche Mode
- Teenage Mutant Ninja Turtles (estreado em 1987)
- Bobby McFerrin, "Don't Worry Be Happy"
- California Raisins
- Perfect Strangers (estréia original em 1986)
- George Michael, Faith
- Pictionary e Win, Lose or Draw
- UB40, "Red, Red Wine"
- Roupa de trabalho feminina
- Prince, "Alphabet Street"
- Yo! MTV Raps
- Who's the Boss? (estréia original em 1984)
- Terence Trent D'Arby
- O movimento neo-hippie
- Grateful Dead, "Touch of Grey"
- Rain Man

## 1989
- New Kids on the Block
- Bill & Ted's Excellent Adventure
- Milli Vanilli
- Tetris
- COPS
- Rob Lowe's sex video
- Cher, "If I Could Turn Back Time"
- Do The Right Thing
- Madonna, "Like a Prayer" videoclipe e o processo controverso contra a Pepsi
- Say Anything…
- The Arsenio Hall Show
- The B-52's, "Love Shack"
- Bobby Brown
- Roupa afrocêntrica
- Baywatch
- Aerosmith, "Love in an Elevator"
- Heathers
- Saved by the Bell
- Tone Loc, "Funky Cold Medina"
- A queda do muro de Berlin